# Mocoretaes
Los mocoretaes fueron un pueblo indígena originario del centro de la Mesopotamia argentina en la margen izquierda del río Paraná. A la llegada de los primeros exploradores españoles en el siglo XVI se hallaban concentrados principalmente en la costa e islas del departamento La Paz de la provincia de Entre Ríos al norte del arroyo Feliciano y en extremo suroeste de la provincia de Corrientes en donde limitaban con los mepenes, muy emparentados con ellos.
Existen varias acepciones sobre el significado de la palabra guaraní mocoretá: 
- pueblo donde el río hace la vuelta, acepción negada por Groussac;
- mocoi: dos y retá: tierra, es decir dos tierras;
- mocoviretá: tierra de mocovíes.

Formaban parte del grupo de los chaná-timbúes junto con los timbúes y mbeguaes y se los cree emparentados con los guaicurúes ya que sus restos arqueológicos evidencias influencias amazónicas.
Eran seminómades y básicamente cazadores-recolectores y pescadores, aunque también cultivaron la tierra. Decoraban su cerámica. Tenían caciques hereditarios y vivían en casas comunales.

## Historia
Sebastián Caboto, quien los conoció el 24 de enero de 1527, los llamó mocoretás en su mapamundi de 1544. En la carta fechada el 10 de julio de 1528 de Luis Ramírez, quien participó de la expedición de Caboto, mencionó a los mocoretaes llamándoles mecoretaes:

En el parage de Santispiritus hasta la dicha Santana hay las generaciones siguientes, Mecoretaes, Camarus, Mepens...

Sobre el viaje que Diego García de Moguer realizó en el río Paraná en 1528 escribió en su Relación:

... é luego mas adentro de la banda del Norte ay otra generacion que se llama Mecotaes que comen pescado é carne; é hay otra mas adelante que se llama Mepenes...

El cronista de la expedición del adelantado Pedro de Mendoza, Ulrico Schmidl, describió a los mocoretaes que encontraron de viaje al Paraguay en 1536 en su obra Viaje al Río de la Plata, llamándolos machkuerendes, machueradeiss y macharades:

De allí seguimos adelante sin encontrar más indios por 18 días; después dimos con un agua que corre tierra adentro, y allí encontramos mucha gente llamada Machkuerendes. Estos no tienen más comida que pescado y algo de carne; son fuertes como de unos 18.000 hombres de pelea, tienen muchas canaen o esquifes; nos recibieron bien a su modo haciéndonos parte de su miseria. Ellos viven del otro lado del Parnaw, esto es, a la derecha; hablan otra lengua, se ponen 2 estrellitas en las narices. Altos y bien formados los hombres, las mujeres empero son horrorosas, como se dijo ya. Están a 64 meil de los Gulgaises (...) están de guerra con los Machueradeiss (...) para proveerse de pescado y para pelear con los Macharades.

Domingo Martínez de Irala en su Relación de abril de 1541 los denominó macarotaes:

... los que quisyeren buscarnos sy fueren dos vergantynes o uno podran yr yendo siempre por el rrio grande syn meterse por esteros ny contratar con nadye ecebto con los macarotaes y a de ser con muy grand rrecabdo...

La Historia general y natural de las Indias, islas y tierra firme del mar océano fue publicada por Gonzalo Fernández de Oviedo en partes entre 1535 y 1557 con una relación sobre los mecoretaes:

Y adelante en la misma costa del Norte hay otra gente, llamada mecoretaes, alta de cuerpo: no siembran, y son muy dados á la pesqueria, y crian muchos perros de los nuestros, de que se sirven en la caça, y sus casas son muy luengas y de esteras: y en la otra costa de enfrente destos se ven muchos fuegos é islas; pero no están freqüentados ni se comunican con los chripstianos hasta agora, porque la navegaçion del rio ordinaria es por la parte del Norte. Ocho leguas adelante desta gente está la isla que llaman de las Garças hasta la Tierra-Firme, porque hay innumerables garças y cuervos marinos, que allí se crian en tanta manera, que ha acaesçido henchir los navios de tales aves; y en diversos tiempos estas aves se mudan á criar en otras partes de las islas.

Francisco Ortíz de Vergara en su Relación a D. Juan de Ovando de enero de 1573, se refiere a los mocoretaes de la siguiente manera:

...pasados estos timbues estan los quiluaçes, luego los mecoretaes; son estos amigos de los españoles, es jente de grandes pescaderías y caças; es jente que se traslada a buenas tierras y puesta en policía servirían y ellos podrían vivir más descanso; tienen muchas pieles de nutrias muy buenas con que se cubren.

Juan de Garay en 1573 fundó la ciudad de Santa Fe en la Provincia de Calchines y Mocoretas:

... fundo y asiento y nombro esta ciudad de Santa Fe en esta Provincia de Calchines y Mocoretas...

En el poder que en 1573 el adelantado Juan Ortíz de Zárate otorgó a Garay para que tomase posesión de la ciudad que ha fundado:

... a do dicen los yndios calchines y mecoretaes y alli asentastes rreal e lo conquistases e edificastes un lugar e fuerte que dicen Santa Fee...

Al realizar un repartimiento de tierra a Antón Martín en 1580 Garay menciona:

Es una suerte de tierras que está arriba de las taperas de los mecoretaes.

El padre Pedro de Ribadeneyra en su mapa de 1581 los llamó mocoretaes.
Hasta 1630 existió una reducción fundada en 1617 por Hernandarias con 200 mocoretaes, llamada San Lorenzo de los Mocoretaes, que se ubicaba a tres leguas al norte de Cayastá en la provincia de Santa Fe. En el siglo XVII ya había desaparecido.